# Math (mythologie celtique)
Pour les articles homonymes, voir Math.
Dans la mythologie celtique brittonique, Math, fils de Mathonwy est un souverain du Gwynedd, qui a l’obligation, en temps de paix, de demeurer avec les pieds posés dans le giron d’une vierge, dans sa résidence de Caer Dathyl, sous peine de mort. Il ne peut déroger à cette contrainte que pour aller à la guerre. Il est l’un des personnages de la quatrième branche du Mabinogi : « Math fils de Mathonwy ».

## La quatrième branche duMabinogi

### Le viol de Goewin
Goewin, « la plus belle jeune fille que l’on connut de sa génération », est la jeune vierge dans le giron de laquelle, Math doit mettre ses pieds, quand il n’est pas à la guerre. Il ne peut même pas faire la tournée de son royaume, deux de ses neveux  Gilfaethwy et Hyfeidd  s’en chargent.  L’un d’eux, Gilfaethwy, est tombé amoureux de Goewin et son autre frère le magicien Gwydion imagine un stratagème pour que Math s’éloigne de Goewin. Il s’agit de provoquer une guerre entre le Gwynedd, le Powys et le Deheubarth. Gwydion informe son oncle que des porcs fabuleux, venus de l’Annwvyn, étaient arrivés chez Pryderi, le prince de Dyfed. Et qu’il peut se les approprier avec onze de ses compères déguisés en bardes.
À la résidence de Pryderi, les faux bardes sont reçus à la cour et Gwydion, qui est un excellent conteur, charme son auditoire en racontant une histoire. Puis il révèle le but de sa visite et échange les porcs contre 12 étalons et 12 lévriers, qui ne sont que le fruit de sa magie et n’existent que 24 heures. Gwydion et ses complices rentrent en Gwynedd avec Pryderi et ses armées à leurs trousses. Le soir même, pendant que Math est à la guerre, Gilfaethwy en profite pour violer Goewin. La bataille est un grand massacre et elle prend fin quand Gwydion tue Pryderi dans un combat singulier. De retour à la résidence royale, Goewin apprend à Math qu’elle ne peut plus assumer sa fonction de « porte-pieds » puisqu’elle n’est plus vierge et lui raconte le viol. Il l’épouse pour préserver son honneur et lui « remet l’autorité sur ses domaines ». En guise de punition, il transforme ses neveux, l’un en cerf et l’autre en biche, les condamne à avoir un petit et les bannit. Puis, il les transforme en laie et en sanglier et ensuite en loup et en louve et, au bout de trois années, leur rend apparence humaine. Les trois enfants qu’ils eurent pendant ces transformations sont Hyddwn, Hychtwn  et Bleiddwn.

### Les trois interdits de Llew Llaw Gyffes
À la recherche d’une vierge pour succéder à Goewin, le nom d’Arianrhod, fille de Dôn et nièce du roi, est suggéré. Pour s’assurer de sa virginité, elle doit subir une épreuve qui consiste à passer sur la baguette magique de Math. Or, elle donne immédiatement naissance à deux fils. Le premier, à peine baptisé, rejoint la mer et se fond dans l’océan, d’où son nom Dylan Eil Ton, c’est-à-dire « Dylan fils de la vague ». 
Le second enfant est dérobé par Gwydion, qui le met secrètement en nourrice ; il grandit deux fois plus vite que la normale. Successivement, sa mère va lui jeter trois sorts ou interdits (geisa dans les mythes irlandais) :
- Il n’aura pas de nom, si ce n’est celui que sa mère voudra bien lui donner ;
- Il ne pourra jamais porter d’armes, à moins qu’elles viennent de sa mère ;
- Il n’aura pas de femme humaine.

Gwydion, usant de magie, contraint Arianrhod à faire ce qu’elle avait défendu : elle nomme son fils Llew Llaw Gyffes (« Lleu à la Main Sûre ») et elle l’aide à revêtir une armure. Pour le troisième tabou,  Math et Gwydion unissent leurs dons de magie pour créer, avec des fleurs, une femme (« la fille la plus belle et la plus parfaite du monde ») qui est appelée Blodeuwedd (« Aspects de Fleurs »). Puis Math lui donne le cantref de Dinoding et en fait le souverain.

## Les enfants de Dôn
|         |         |         |         |         |         |  |  |         |         |         |         |         |         |  |  |            |            |            |            | Dôn        |            |  |  |          |          |          |          |          |          |  |  |          |          |          |          |               |               |               |               |               |               |           |           |                  |                  |                  |                  |                  |                  |  |  |  |  |  |  |  |  |  |  |  |  |  |  |  |  |  |  |  |  |  |  |  |  |  |  |  |  |  |  |  |  |  |  |  |  |  |  |
|         |         |         |         |         |         |  |  |         |         |         |         |         |         |  |  |            |            |            |            |            |            |  |  |          |          |          |          |          |          |  |  |          |          |          |          |               |               |               |               |               |               |           |           |                  |                  |                  |                  |                  |                  |  |  |  |  |  |  |  |  |  |  |  |  |  |  |  |  |  |  |  |  |  |  |  |  |  |  |  |  |  |  |  |  |  |  |  |  |  |  |
|         |         |         |         |         |         |  |  |         |         |         |         |         |         |  |  |            |            |            |            |            |            |  |  |          |          |          |          |          |          |  |  |          |          |          |          |               |               |               |               |               |               |           |           |                  |                  |                  |                  |                  |                  |  |  |  |  |  |  |  |  |  |  |  |  |  |  |  |  |  |  |  |  |  |  |  |  |  |  |  |  |  |  |  |  |  |  |  |  |  |  |
| Gwydion | Gwydion | Gwydion | Gwydion | Gwydion | Gwydion |  |  | Hyfeidd | Hyfeidd | Hyfeidd | Hyfeidd | Hyfeidd | Hyfeidd |  |  | Gilfaethwy | Gilfaethwy | Gilfaethwy | Gilfaethwy | Gilfaethwy | Gilfaethwy |  |  | Amaethon | Amaethon | Amaethon | Amaethon | Amaethon | Amaethon |  |  | Gofannon | Gofannon | Gofannon | Gofannon | Gofannon      | Gofannon      |               |               | Arianrhod     | Arianrhod     | Arianrhod | Arianrhod | Arianrhod        | Arianrhod        |                  |                  |                  |                  |  |  |  |  |  |  |  |  |  |  |  |  |  |  |  |  |  |  |  |  |  |  |  |  |  |  |  |  |  |  |  |  |  |  |  |  |  |  |
| Gwydion | Gwydion | Gwydion | Gwydion | Gwydion | Gwydion |  |  | Hyfeidd | Hyfeidd | Hyfeidd | Hyfeidd | Hyfeidd | Hyfeidd |  |  | Gilfaethwy | Gilfaethwy | Gilfaethwy | Gilfaethwy | Gilfaethwy | Gilfaethwy |  |  | Amaethon | Amaethon | Amaethon | Amaethon | Amaethon | Amaethon |  |  | Gofannon | Gofannon | Gofannon | Gofannon | Gofannon      | Gofannon      |               |               | Arianrhod     | Arianrhod     | Arianrhod | Arianrhod | Arianrhod        | Arianrhod        |                  |                  |                  |                  |  |  |  |  |  |  |  |  |  |  |  |  |  |  |  |  |  |  |  |  |  |  |  |  |  |  |  |  |  |  |  |  |  |  |  |  |  |  |
|         |         |         |         |         |         |  |  |         |         |         |         |         |         |  |  |            |            |            |            |            |            |  |  |          |          |          |          |          |          |  |  |          |          |          |          |               |               |               |               |               |               |           |           |                  |                  |                  |                  |                  |                  |  |  |  |  |  |  |  |  |  |  |  |  |  |  |  |  |  |  |  |  |  |  |  |  |  |  |  |  |  |  |  |  |  |  |  |  |  |  |
|         |         |         |         |         |         |  |  | Hyddwn  | Hyddwn  | Hyddwn  | Hyddwn  | Hyddwn  | Hyddwn  |  |  | Hychtwn    | Hychtwn    | Hychtwn    | Hychtwn    | Hychtwn    | Hychtwn    |  |  | Bleiddwn | Bleiddwn | Bleiddwn | Bleiddwn | Bleiddwn | Bleiddwn |  |  |          |          |          |          | Dylan Eil Ton | Dylan Eil Ton | Dylan Eil Ton | Dylan Eil Ton | Dylan Eil Ton | Dylan Eil Ton |           |           | Llew Llaw Gyffes | Llew Llaw Gyffes | Llew Llaw Gyffes | Llew Llaw Gyffes | Llew Llaw Gyffes | Llew Llaw Gyffes |  |  |  |  |  |  |  |  |  |  |  |  |  |  |  |  |  |  |  |  |  |  |  |  |  |  |  |  |  |  |  |  |  |  |  |  |  |  |

## Compléments